# Mémorial du 11 septembre
Pour les articles homonymes, voir World Trade Center (homonymie).
Le mémorial du 11 septembre (en anglais 9/11 Memorial), de manière formelle le Mémorial et musée national du 11 septembre (National September 11 Memorial & Museum) est un mémorial et un musée américain situé sur le site des anciennes tours jumelles du World Trade Center, dans le sud de Manhattan à New York. Principalement constitué par l'empreinte des deux tours détruites, il est construit en mémoire de toutes les victimes des attentats du 11 septembre 2001, celles contre les tours du World Trade Center, mais aussi celles du Pentagone et de Shanksville. Il sert également de nouveau mémorial pour l'attentat de 1993 contre le complexe, le précédent ayant été détruit lors de l'effondrement des Tours Jumelles.
L'idée d'un mémorial germe immédiatement après les attaques et la destruction du World Trade Center. La fondation pour le mémorial du World Trade Center, fondation à but non lucratif, est créée pour collecter des fonds pour la construction d'un tel mémorial.
C'est le projet de l'architecte israélo-américain Michael Arad (en) qui est retenu. Le concept original ne fait intervenir presque aucun arbre ou végétation. Ce projet étant  qualifié d'austère, il est fait appel à Peter Walker (en) de Berkeley, pour planter davantage de végétation afin d'adoucir l'ensemble. La réalisation du projet est quant à elle effectuée par l'agence d'architecture Handel Architects, dans laquelle Michael Arad est associé.
Sa construction débute le 13 mars 2006 à l'initiative de la fondation pour le mémorial du World Trade Center et de l'Autorité portuaire de New York et du New Jersey. Le mémorial est terminé et ouvert au public le 11 septembre 2011, jour du dixième anniversaire de la tragédie. Le musée, dont la majeure partie de la superficie se trouve sous le mémorial, doit ouvrir l'année suivante, mais des querelles politiques retardent les travaux ; il est finalement achevé en mai 2014. Non loin, un mausolée contenant les restes des victimes non identifiées est inauguré ; il reste inaccessible au grand public, comme le souhaitent les familles des défunts.

## Concept

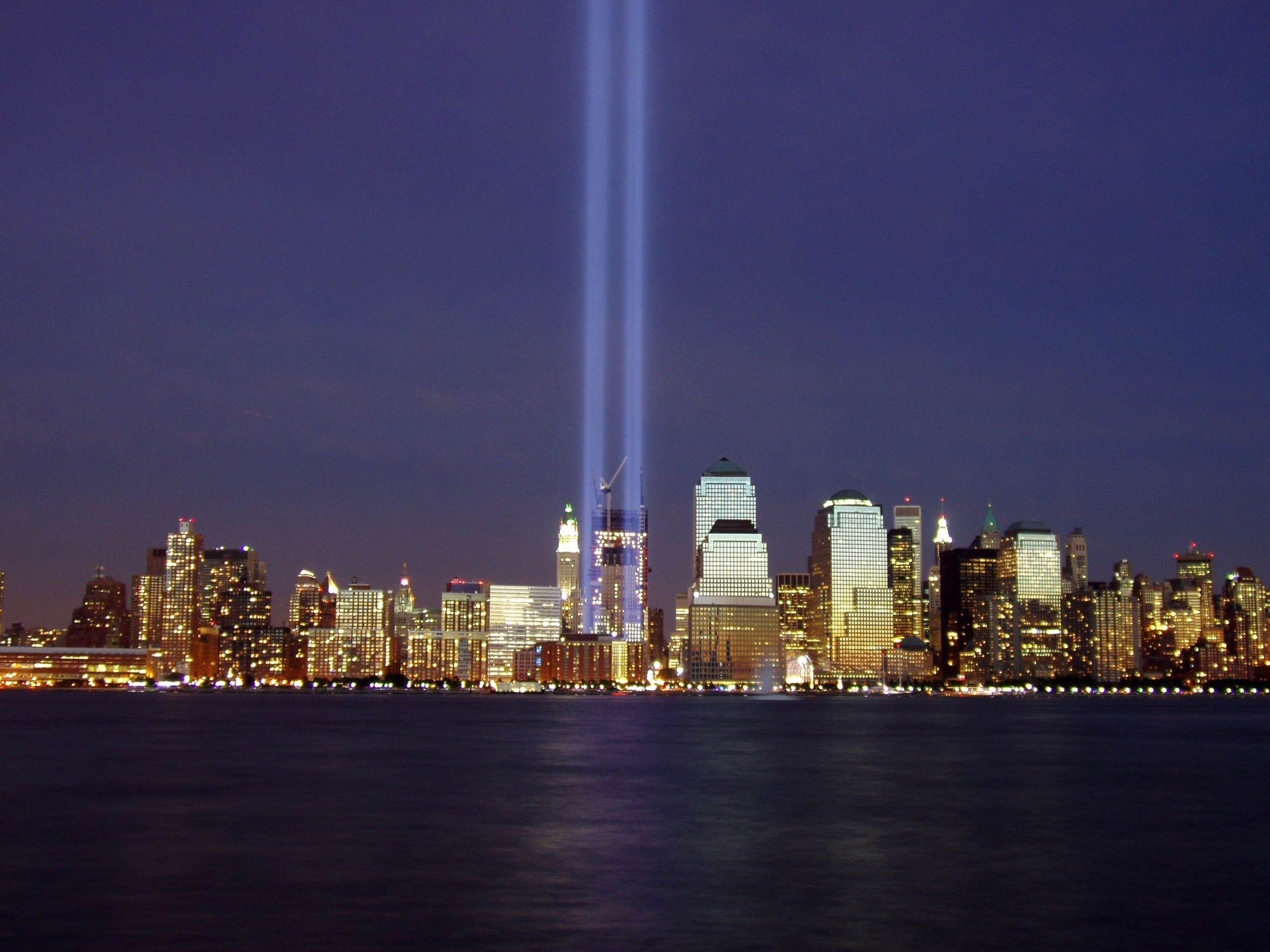
L'Hommage lumineux (Tribute in Light), en 2004, préfigurant le mémorial.

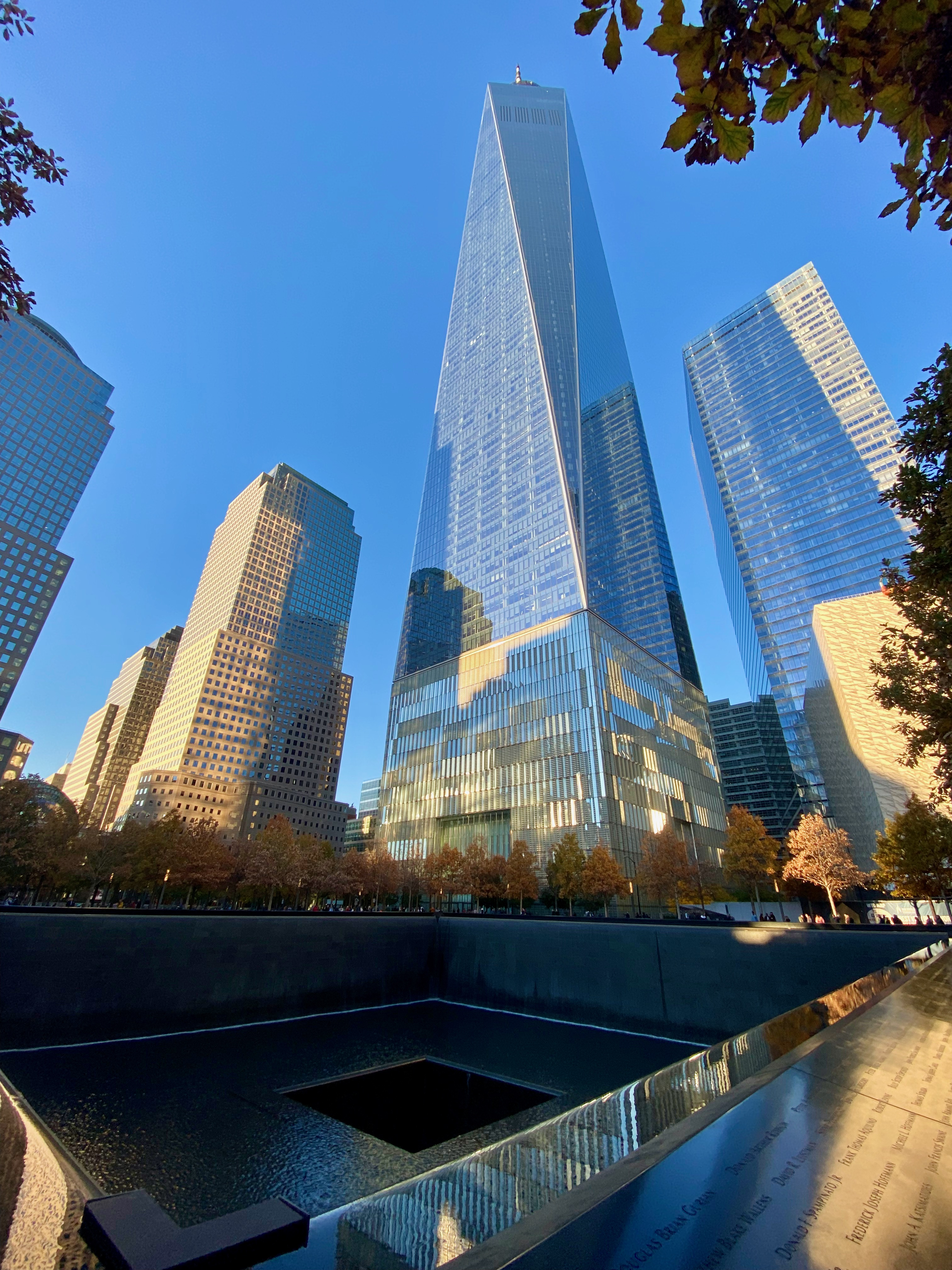
One World Trade Center et un des deux bassins du mémorial.

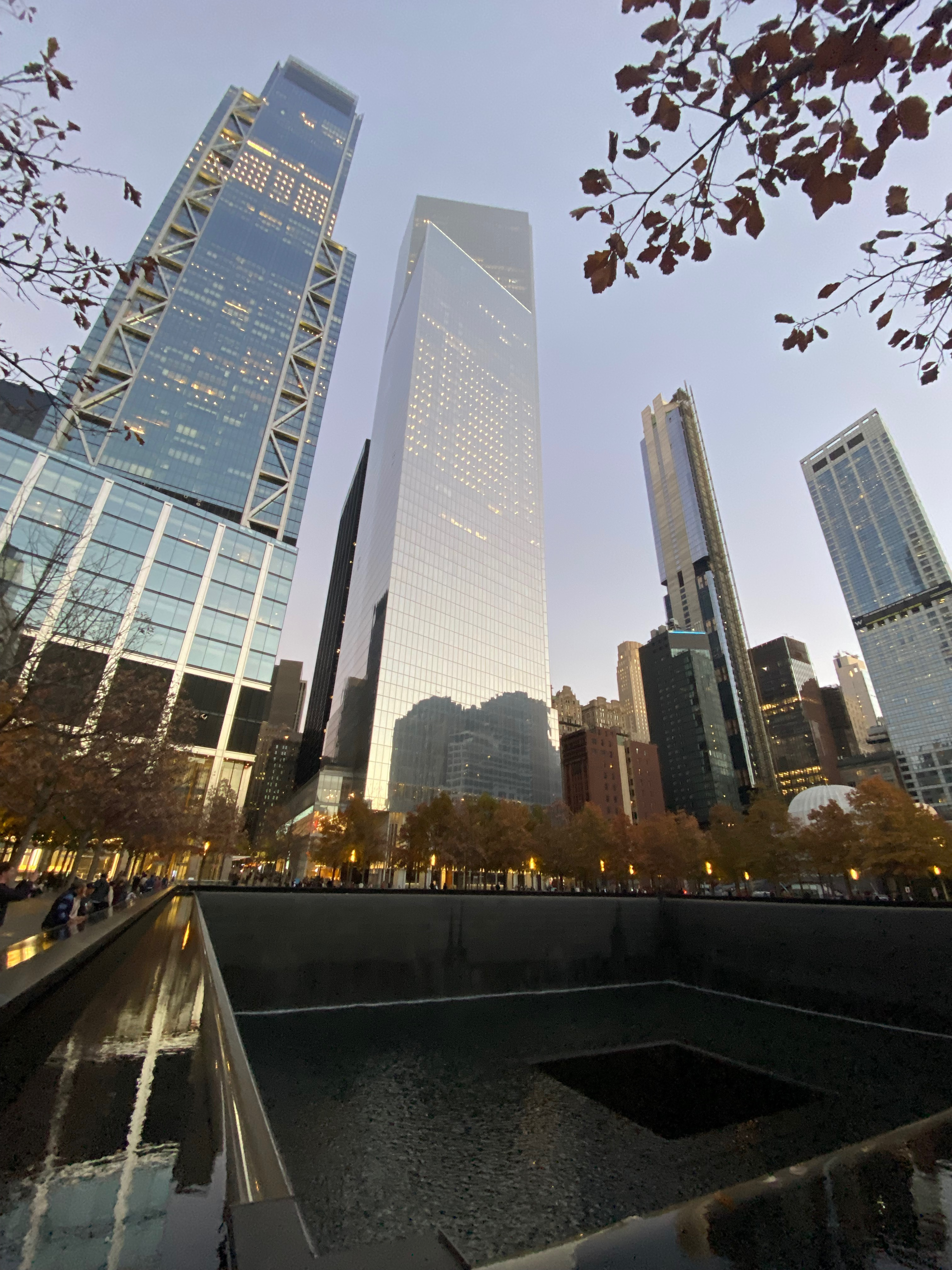
Second bassin du mémorial, World Trade Center Trois et Quatre.

Le mémorial se compose d'un parc avec deux bassins carrés situés à l'emplacement même des deux tours détruites. Les bassins sont profonds de 30 pieds (soit 9 mètres) et sont alimentés par des chutes d'eau s'écoulant le long des murs. Aux centres des bassins se trouvent deux blocs carrés encastrés, dans lesquels s'écoule l'eau. Ce mouvement de l'eau représenterait la chute des tours jumelles, et l'eau qui se recycle continuellement la mémoire du peuple américain : « Le temps passe, mais nous n'oublierons jamais ».
Les visiteurs peuvent accéder à un musée commémoratif autour des bassins, derrière la chute d'eau. Tout autour se trouve un parapet séparant les visiteurs des chutes d'eau. Il  porte l'inscription du nom de toutes les victimes des attentats du World Trade Center, gravé sur du bronze. Sur le nom de chaque victime, les employés du site déposent une rose le jour de l'anniversaire.

## Concours d'architecture
Au printemps 2003, la Lower Manhattan Developement Corporation (LMDC), syndicat responsable de l'aménagement et du développement du bas Manhattan, a lancé une compétition internationale pour la construction d'un mémorial sur le site du World Trade Center afin de commémorer les vies perdues lors des attentats du 11 septembre 2001. Au total, 5 201 projets furent déposés par des équipes américaines et du monde entier.
Le 19 novembre 2003, le jury composé de treize membres, dont Maya Lin, l'architecte du Vietnam Veterans Memorial, et Patricia Harris, première adjointe au maire, a sélectionné huit projets pour un examen final. Le projet Reflecting Absence (littéralement, le « reflet de l'absence ») a finalement été choisi comme grand vainqueur du concours d'architecture, le 6 janvier 2004. Le projet final pour le mémorial du World Trade Center a été officiellement présenté lors d'une conférence de presse, le 14 janvier 2004, au Hall Fédéral de New York.
La conception est conforme au plan d'ensemble original de l'architecte américain Daniel Libeskind qui réclamait un mémorial à plus de 9,10 mètres (30 pieds) sous le niveau de la rue (70 pieds - plus de 21,30 mètres - à l'origine), intégré au sein d'une place. Le projet d'Arad était le seul encore en lice à rejeter l'idée de Libeskind selon laquelle les bâtiments devaient surplomber les empreintes des tours.

## La fondation pour le mémorial du World Trade Center
La fondation pour le mémorial du World Trade Center est une association à but non lucratif (de type 501(c)(3)) dont le but est de collecter des fonds et de gérer les échéances de construction du mémorial. Le conseil d'administration s'est réuni pour la première fois le 4 janvier 2005. Cette fondation est une filiale de l'Empire State Development Corporation, qui est une autorité publique décidant de la construction de plusieurs projets dans l'État sans avoir à passer par l'approbation du pouvoir législatif ou par un vote.
La fondation prévoit de recueillir entre 0,5 et 1 milliard de dollars US pour construire le mémorial ainsi que le musée du mémorial.

### Ses buts

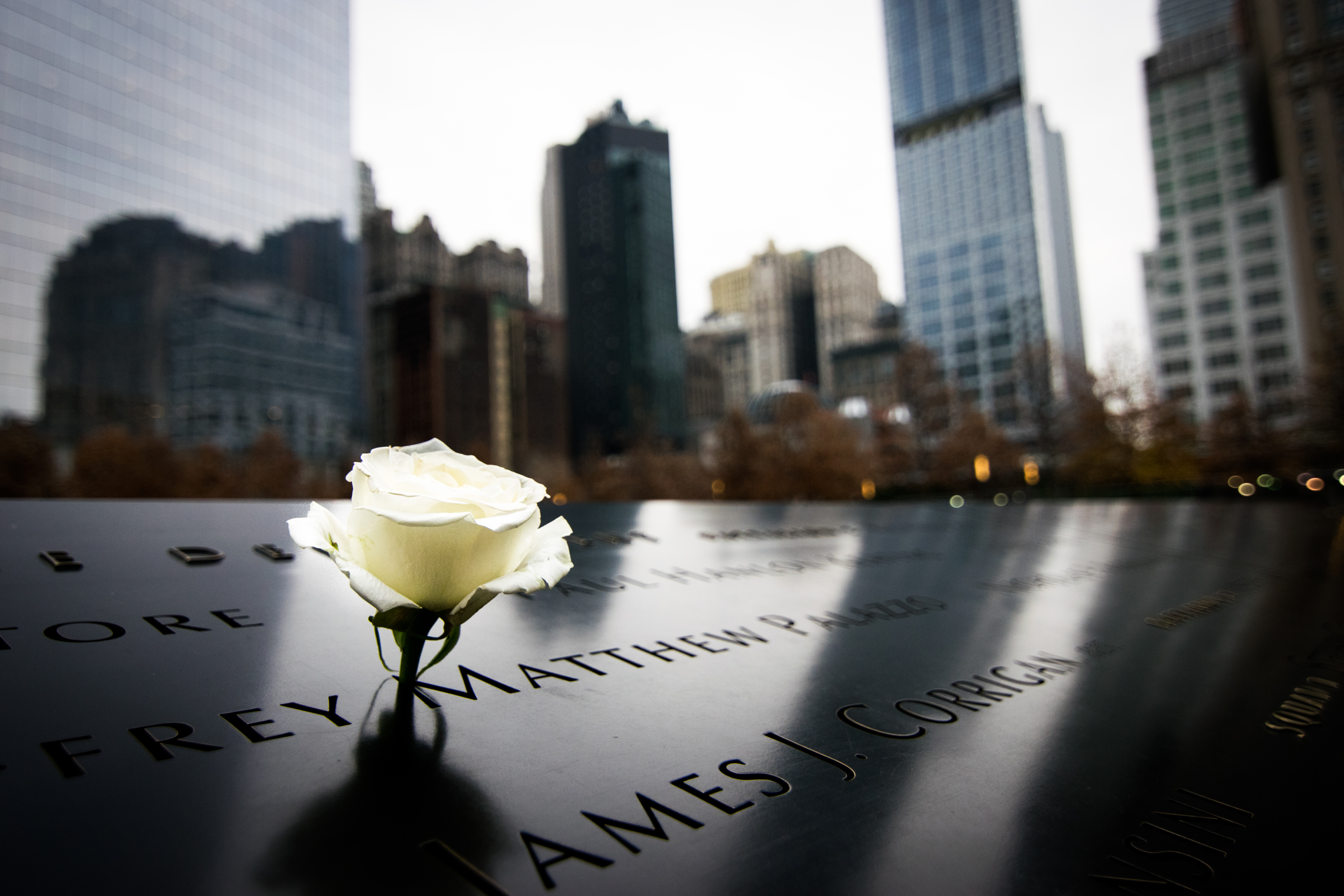
Une rose blanche placée sur la liste des victimes.

- Rendre hommage aux milliers de personnes tuées dans les attaques terroristes du 26 février 1993 et du 11 septembre 2001 (à New York, mais également à Washington et Shanksville).
- Respecter cet endroit rendu sacré par des pertes tragiques et des vies perdues.
- Reconnaître ce qu'endurent les survivants, le courage de ceux qui ont risqué leur vie pour en sauver d'autres et la compassion de tous ceux qui ont apporté leur soutien lors de ces heures sombres.
- Faire en sorte que l'on se souvienne des vies perdues, que les exploits des héros soient reconnus et que l'événement rayonne tel un phare pour réaffirmer le respect de la vie et de la liberté, et pour promouvoir la fin de la haine, de l'ignorance et de l'intolérance[3].

### Responsabilités financières
La fondation a de grosses responsabilités en matière de collecte de fonds du fait des missions que lui a confiées la Lower Manhattan Development Corporation (LMDC). La fondation est supposée financer et gérer le fonctionnement de :
- Le mémorial du 11 septembre - le mémorial Reflecting Absence conçu par Michael Arad et Peter Walker.
- Le musée du 11 septembre - un musée souterrain pour raconter ce qu'il s'est passé.
- Le théâtre des arts du spectacle du World Trade Center - un théâtre des arts du spectacle au nord du mémorial, entre la Freedom Tower et le World Trade Center (station PATH).

Lors de sa première réunion, la fondation demanda au service des Parcs Nationaux de prendre en charge la gestion et l'entretien du mémorial une fois qu'il serait construit. À l'heure actuelle, il n'est pas prévu que le gouvernement fédéral s'occupe du fonctionnement du mémorial
John C. Whitehead était président à la fois de la LMDC et de la fondation pour le mémorial du World Trade Center, mais il a annoncé sa démission en mai 2006. C'est alors l'ancien président de la LMDC, Kevin Rampe, qui a repris le contrôle de la LMDC.

### Suspension de la collecte de fonds
Thomas S. Johnson, président du comité exécutif de la fondation, a annoncé le 9 mai 2006 : « Il a été décidé de ne pas poursuivre activement la recherche de nouveaux fonds jusqu'à ce que soit clarifiée la situation au niveau du plan et des coûts du projet. » Des inquiétudes concernant le coût de la construction ont en effet éclaté publiquement après une nouvelle estimation du responsable de la construction, Bovis Lend Lease, selon laquelle le mémorial et le musée coûteraient 672 millions de dollars et qu'il faudrait au moins 973 millions de dollars au total, pour développer entièrement les abords du mémorial. Le budget initialement prévu était de 494 millions de dollars.
Le 26 mai 2006, Gretchen Dykstra démissionna du poste de PDG de la fondation du World Trade Center. Les projets du mémorial ont été revus à la baisse, et le budget a été bouclé pour un total de 510 millions de dollars.

## Critiques duReflecting Absence

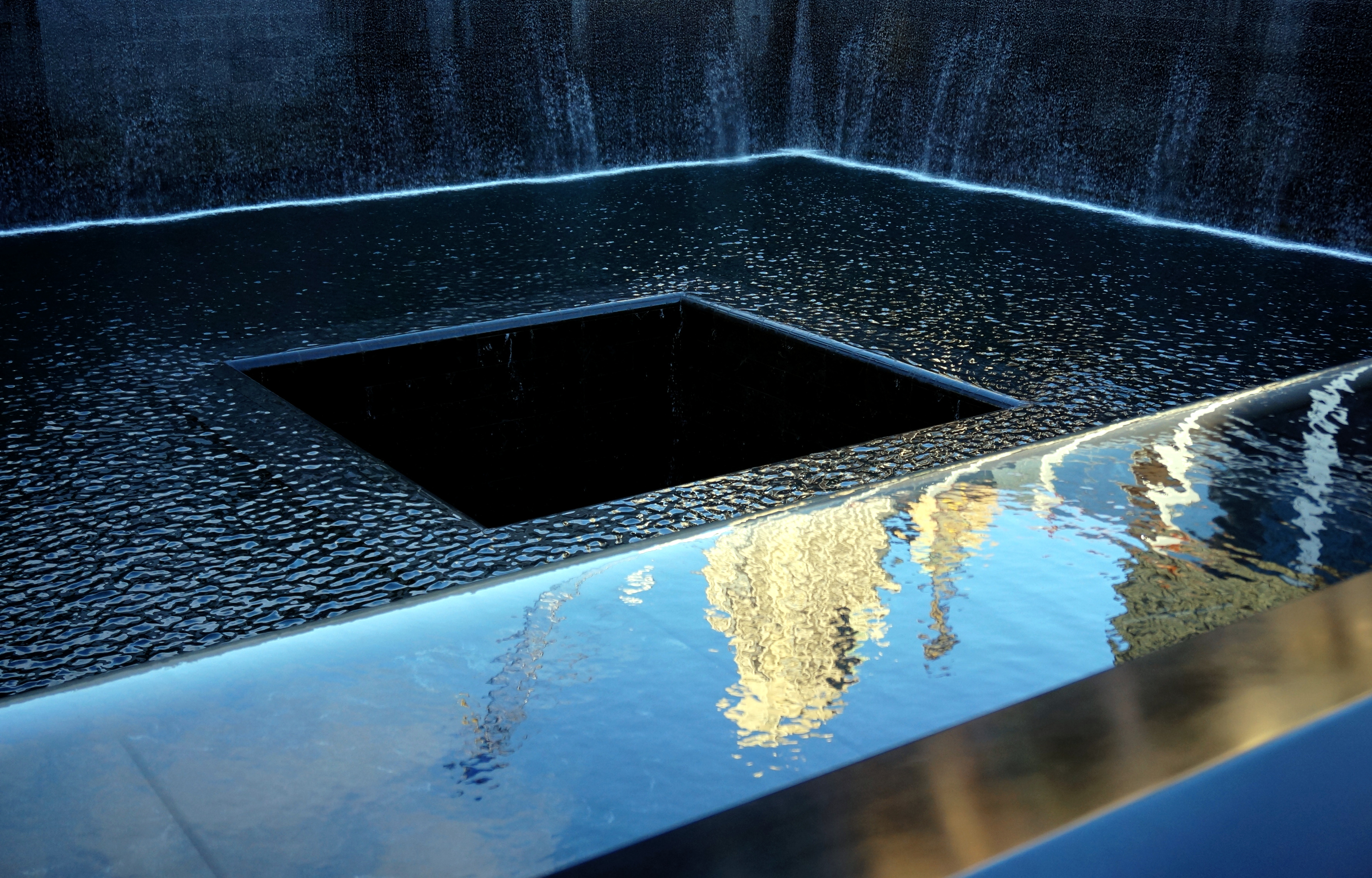
Reflecting Absence

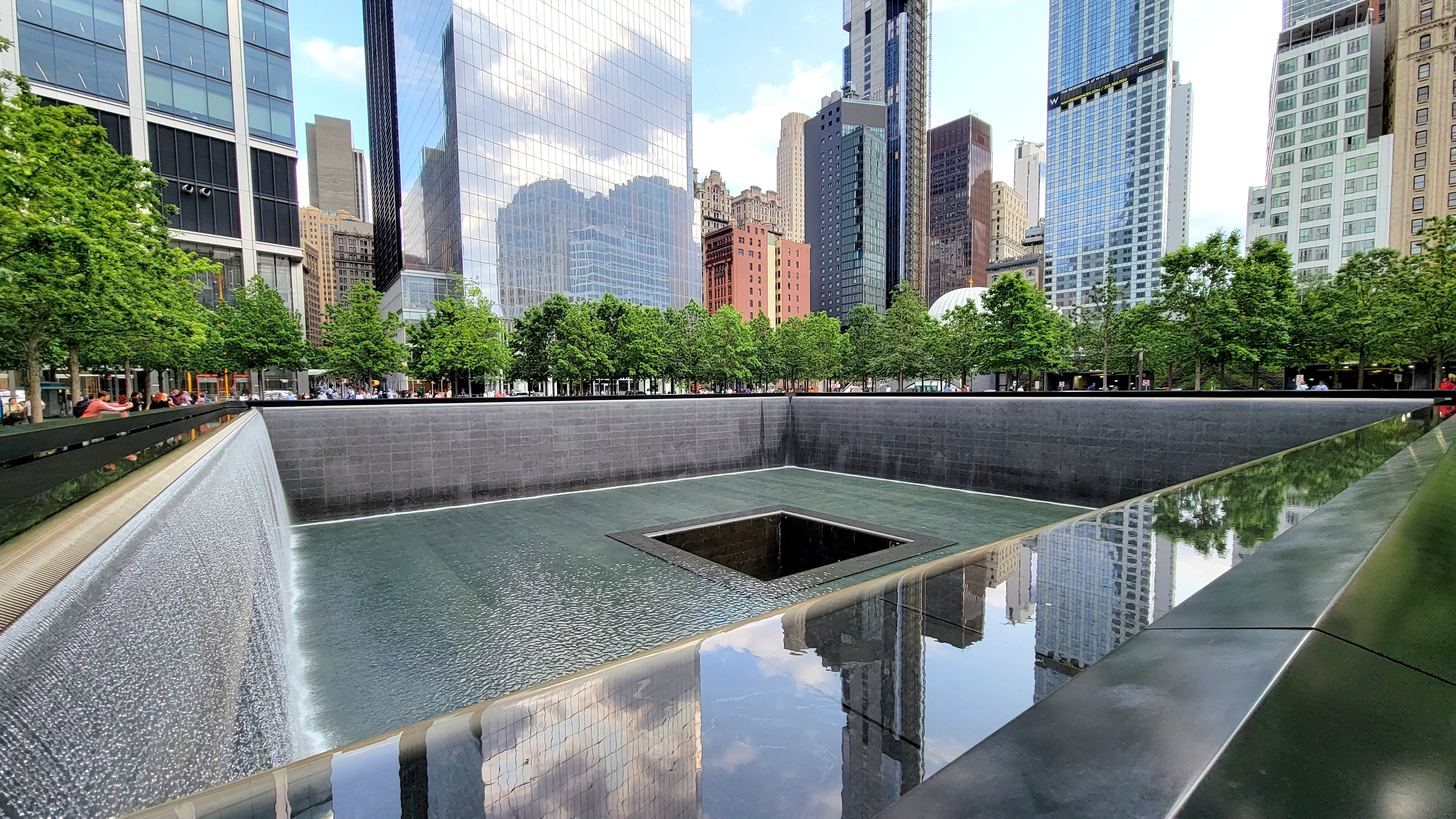

Bien que le mémorial ait initialement reçu un accueil positif, il a eu son lot de critiques jugeant le projet trop cher, trop compliqué et à l'esthétique intenable. Parmi les problèmes :
- Chute d'eau rappelant le mouvement d'effondrement - La descente sans fin d'une chute d'eau de 60 m² (200 pieds carrés) imitant la chute des tours originales, comme si les tours jumelles n'avaient jamais fini et ne finiraient jamais de s'effondrer.
- Chute d'eau en hiver - Une maquette a été construite à Toronto pour trouver une façon d'empêcher la chute de geler en hiver. Il n'a pas été trouvé de solution pratique et peu onéreuse de le faire. L'annonce faite par les autorités selon laquelle ils couperaient l'eau en hiver a provoqué un tollé.
- Coût - Les estimations actuelles placent le coût du mémorial uniquement à 500 millions de dollars ce qui en ferait, de loin, le mémorial le plus cher de l'histoire. Les projets supplémentaires pour la construction d'un musée et d'un centre artistique pourraient faire exploser le budget avec plus d'un milliard de dollars. Les coûts de fonctionnement et d'entretien sont estimés à 40 millions par an. Les chiffres proviennent du maire Michael Bloomberg quand il critiqua la complexité et le coût du projet en février 2006.
- Construction souterraine - Le mémorial va en effet être construit sous la terre. Quelques familles ainsi que des organisations de policiers et de pompiers préconisent la construction d'un tel mémorial en surface.
- Dimensions erronées - Le mémorial était à l'origine supposé correspondre exactement aux dimensions des emprises des deux tours. Cependant, pour des considérations techniques, les bassins du mémorial seront plus petits de 9 m (30 pieds) sur chaque côté.
- Inscription des noms - Les représentants des pompiers et des policiers de la ville de New York insistent pour que le nom de leurs collègues morts le 11 septembre figure séparément de la liste des autres victimes  en précisant leur service, leur badge, leur grade et leur tâche. Par exemple, pour un pompier  : « FF. Michael F. Lynch, Badge No. 2315, Engin 40, Échelle 35, en roulement avec l'Engin 62, Échelle 32. »[7]

## Construction
Les travaux ont débuté le 13 mars 2006 à 8 h, heure locale. Le même jour, des proches de victimes et d'autres citoyens concernés se sont réunis pour protester contre le nouveau mémorial qui, selon eux, devrait plutôt être construit à la surface. Le président de la fondation du mémorial rétorqua que les familles avaient été consultées, qu'un consensus s'était formé autour du projet choisi et que, par conséquent, les travaux devaient se poursuivre comme prévu.
En mai 2006, l'information selon laquelle les coûts de construction avaient été revus à la hausse au-delà du milliard de dollars a été rendue publique.
Le maire, Michael Bloomberg, a annoncé que le coût de construction du mémorial du 11 septembre montait en flèche et qu'il devait être limité à 500 millions de dollars.
« On ne peut tout simplement pas dépenser des sommes illimitées juste pour un mémorial » a annoncé Bloomberg. « N'importe quel chiffre supérieur à 500 millions serait « inapproprié », même si cela nécessite de retravailler le projet. »
Avec un milliard de dollars, le budget approcherait le coût de la construction initiale du World Trade Center en 1970, à dollar constant.

## Musée
Le musée ouvrit ses portes en 2014, il expose différents stigmates comme le drapeau américain flottant au moment de l'attaque, les restes d'un réacteur et de l'antenne, le Survivors' Staircase ainsi que les restes non identifiés des victimes, non visibles au public. Le musée possède une collection de plus de 40,000 images, 14,000 artéfactes, plus de 3 500 enregistrements vocaux et plus de 500 heures de vidéo. En face des restes est marquée un vers de Virgile : « No day shall erase you from the memory of time » (« nulla dies umquam memori vos eximet aevo »), issu de l'Énéide (chant IX, vers 447), signifiant : « Aucun jour ne vous effacera jamais de la mémoire du temps ».

## Les projets annulés
Deux centres furent proposés puis annulés, pour le mémorial du World Trade Center, en 2005 :
- L’International Freedom Center (littéralement, Centre International pour la Liberté) — un think tank qui était censé attirer l'attention sur les batailles en faveur de la liberté à travers les âges. Debra Burlingame, membre de la fondation pour le mémorial du World Trade Center, écrivit dans le Wall Street Journal que le centre avait une vocation plus large que les événements du 11 septembre 2001 et pourrait être amené à critiquer les politiques américaines[8]. Le centre fut largement critiqué par les commentateurs et sur les blogs jusqu'à ce que le gouverneur George E. Pataki décide d'abandonner le projet.
- Le Drawing Center - Art Gallery du World Trade Center (littéralement, Centre de dessin et Galerie d'art) - Projets du Freedom Center pour partager son espace avec le Drawing Center, dans un bâtiment baptisée « Centre Culturel ». Le New York Daily News a publié toute une série d'articles interrogeant la pertinence d'implanter un tel Centre sur le site de Ground zero, compte tenu des précédentes expositions dans ses petits locaux de SoHo.

## Personnalités venues s'y recueillir
- 11 septembre 2011 : le président Barack Obama et son épouse accompagné de l'ancien président George W. Bush et de son épouse pour les cérémonies du 10e anniversaire des attentats[9].
- 25 septembre 2015 : le pape François[10] qui a tenu une réunion interreligieuse pour la paix dans le musée[11]
- 26 septembre 2015 : la chancelière allemande Angela Merkel[12]
- 19 septembre 2017 : Brigitte Macron, épouse du président Emmanuel Macron lors d'un déplacement de celui-ci au siège de l'ONU[13].